# Йоганн Карл Фрідріх Розенкранц
Йоганн Карл Фрідріх Розенкранц (нім. Johann Karl Friedrich Rosenkranz; 1805, Магдебург — 1879, Кенігсберг) — німецький філософ. Дядько німецького математика і астронома Рудольфа Лемана-Фільгеса (1854—1914).
Був професором філософії в Кенігсберзі; у кінці життя осліп. Один з найбільш талановитих і різнобічних учнів Гегеля, Розенкранц в своїй «науці про логічної ідеї» значно відступає від гегелівської логіки; справжні гегельянці звинувачували його в отщепенстве від учителя.
За Розенкранцу, «наука логічної ідеї» ділиться на метафізику, логіку і вчення про ідеї, причому мислення протиставляється буттю, а обидва вони знищуються в ідеї, як їх єдності. Метафізика в свою чергу розчленовується на онтологію, етіологію і телеологію; логіка має справу з вченням про поняття, судження, умовиводи; в третій частині викладається принцип, метод і система вчення про ідеї.
Розенкранц — один з небагатьох геґельянців, що висловлювали філософію природи по гегелівським принципам, розглядаючи, з їх точки зору, дані, здобуті досвідом.
Розенкранц відомий і своїми історико-літературними роботами; він виступав також як белетриста і драматурга (комедія «Das Centrum der Spekulation», Кенігсберг, 1840).
Розенкранц написав також цінну біографію Гегеля («Leben Hegels», Берлін, 1844), а до сторіччя з дня його народження видав етюд: «Hegel als deutscher Nationalphilosoph» (Лейпциг, 1870), в якому виставляє Гегеля «завершителем Канта» (Vollender Kants).
Франциска Кугельман в своїх спогадах про Карла Маркса писала, що «з приводу Гегеля він говорив, що, за словами самого Гегеля, жоден з його учнів не зрозумів його, крім Розенкранца, та й той зрозумів неправильно …» Похований на кладовищі в Кенігсберзі.

## Головні праці
- «Geschichte der deutschen Poesie im Mittelalter» (Галле, 1830)
- «Goethe und seine Werke» (Кенігсберг 1847; 2 изд., 1856)
- «Handbuch einer allgemeinen Geschichte der Poesie» (Галле, 1832—1833)
- «Die Naturreligion» (Ізерл., 1831)
- «Encyklopädie der theologischen Wissenschaften» (Галле, 1831; 2 изд., 1845)
- «Kritik der Schleiermacherschen Glaubenslehre» (Кенігсберг, 1836)
- «Psychologie oder Wissenschaft vom subjektiven Geist» (там же 1837; 3 вид., 1863)
- «Kritische Erläuterungen des Hegelschen Systems» (там же, 1840)
- «Vorlesungen über Schelling» (Данциг, 1842)
- «Königsberger Skizzen» (Данциг, 1842)
- «System der Wissenschaft» (Кенігсберг, 1850)
- «Meine Reform der Hegelschen Philosophie» (там же, 1852)
- «Die Pädagogik als System» (там же, 1848)
- «Aesthetik des Hässlichen» (там же, 1853)
- «Die Poesie und ihre Geschichte» (там же, 1855)
- «Wissenschaft der logischen Idee» (там же, 1858-59)
- «Epilegomena zu meiner Wissenschaft der logischen Idee» (там же, 1862)
- «Diderots Leben und Werke» (Лейпциг, 1866)
- «Hegels Naturphilosophie und die Bearbeitung derselben durch A. Vera» (Берлін, 1868)
- «Erläuterungen zu Hegels Encyklopädie der philosophischen Wissenschaften» (там же, 1871)

Разом з Ф. В. Шубертом Р. видав зібрання творів Канта (Лейпциг, 1838-40), до якого доклав свою «Geschichte der Kantschen Philosophie». Збірники дрібних досліджень і статей Розенкранца видані під заголовком: «Studien» (1839-47) і «Neue Studien» (Лейпциг, 1875-78). Під заголовком: «Von Magdeburg nach Königsberg» (Берлін, 1873)
P. надрукував автобіографію, доведену їм до переселення свого в Кенігсберг. Пор. Quäbicker, «Karl R.» (Лейпциг, 1879).